# À propos d'Antoine
Pour les articles homonymes, voir Antoine.
À propos d'Antoine, est une série télévisée québécoise, scénarisée par Cathleen Rouleau, réalisée par Daniel « Podz » Grou et produite par ComediHa! en collaboration avec Québecor Contenu. Cette comédie dramatique expose le quotidien d’une famille hors du commun auprès d’un enfant polyhandicapé,,.

## Univers de la série
Cette « touchante et tendre comédie familiale » est inspirée de l’expérience personnelle de Cathleen Rouleau en tant que belle-mère du fils polyhandicapé de son amoureux, Sylvain Parent-Bédard, producteur et président-fondateur de ComediHa !. En s’inspirant de sa vie auprès d’Antoine Parent-Bédard, lequel tient son propre rôle dans la série, Cathleen Rouleau « offre la bienveillance et l’amour comme antidotes à la morosité ambiante »,. 
Le rôle d'Antoine, un adolescent polyhandicapé, n'aurait pu être donné à personne d'autre que lui. À cet effet, dans un article du Devoir, Cathleen Rouleau mentionne qu'Antoine « a un univers dans les yeux, il parle par les yeux. Il dégage quelque chose de tellement différent, beaucoup d’amour et de douceur ». Cette douceur se dégage de cette série nécessaire, laquelle permet d'exposer la réalité d'une personne polyhandicapée à la télévision québécoise,. À propos d'Antoine montre « le quotidien effréné de familles qui vivent ce tourbillon quotidien ».

Cette série, aux images chaleureuses et intimes, entre les rires et les larmes, navigue entre la réalité et la fiction et dépeint le portrait d'une « famille reconstituée, bourrée de tendresse, unie autour d’un but commun : prendre soin d’Antoine, lui assurer réconfort et bonheur » ,,.
« Vivre avec une personne polyhandicapée, c’est traverser de grandes épreuves, affronter mille contrariétés et espérer à l’infini. Mais vivre avec une personne polyhandicapée, c’est aussi hurler de joie devant la moindre petite victoire et découvrir l’amour sans condition. Antoine a changé ma vie. Et je souhaite qu’il change celle du monde entier  », mentionne Cathleen Rouleau, autrice et comédienne,.

## Synopsis
Julie Picard (Cathleen Rouleau) quitte Léandre pour s'installer chez Marc Fenouillard  (Claude Legault) à Québec, son nouvel amoureux et père d'Antoine (Antoine Parent-Bédard), un adolescent de 15 ans, polyhandicapé, atteint d’autisme, de déficience intellectuelle et de crises épileptiques de haut niveau. Julie plonge dans le quotidien d’une famille atypique et devient la belle-mère de deux enfants, Antoine et Georges (Edouard-B. Larocque). Alors que Marc est très occupé en tant que PDG de sa propre entreprise, Julie cherche à trouver sa place au sein de cette famille tissée serrée. Tout en devant s'adapter aux besoins particuliers d'Antoine, Julie doit jongler avec tous les différents aspects de sa vie : couple, carrière, contrôle de la maison, belle-famille, santé, etc,,. 
La série sera adaptée en France par la société Gaumont.

## Fiche technique
- Titre original : À propos d'Antoine
- Réalisation : Daniel «Podz» Grou
- Scénario : Cathleen Rouleau
- Script-éditeur : Benoit Pelletier
- Distribution : Fanny Mallette, Claude Legault, Cathleen Rouleau
- Pays d'origine : Canada
- Langue originale : Français
- Genre : Comédie
- Durée : 10 épisodes

## Distribution
- Cathleen Rouleau : Julie Picard
- Claude Legault : Marc Fenouillard
- Antoine Parent-Bédard : Antoine
- Édouard B. Larocque : Georges, le frère d'Antoine
- Micheline Bernard : Mère de Marc
- Fanny Mallette : Justine, l'ex de Marc
- Sylvain Marcel : Patrick, frère de Marc
- Hugues Frenette : Philippe, frère de Marc
- Chris Marlot : Kaya, amie de Julie
- Iannicko N’Doua : Léandre, l’ex de Julie
- Isabeau Blanche : Émilie, amie de Julie
- Éric Antoine lui-même